# Георгиос Зервас
Георгиос Зервас (на гръцки: Γεώργιος Ζέρβας) е виден гръцки клефт от XIX век.

## Биография
Георгиос Зервас е роден в южномакедонското гревенско село Чурхли. Става клефт (хайдутин) и действа в района на Мурик. Легализира се и заминава за Букурещ, където става гавазин в гръцкото консулство. По-късно отново се завръща в Македония и захваща стария си занаят. Убит е на Гергьовден, 23 април 1860 година в манастира „Свети Димитър“ край Влашка Блаца.